# Obiekt Roku
Obiekt Roku – przyznawana od 1994 roku nagroda architektoniczna przyznawana przez Prezydent Miasta Torunia. Celem konkursu jest promowanie architektury oraz zapewnienie odpowiednich warunków jej prezentacji. Konkurs obejmuje obiekty zrealizowane w Toruniu. Do 2003 roku odbywał się co roku, następne edycje organizowano w cyklach dwuletnich.

## Nagrodzone obiekty
- 1994[2]
  - Kościół pw. Matki Bożej Królowej Polski przy ul. Rydygiera 21
  - Kamienica mieszczańska z oficyną przy ul. Żeglarskiej 13
- 1995[3]
  - Bank Energetyki przy placu Fr. Skarbka 7/9
  - Budynek mieszkalny wielorodzinny przy ul. Sienkiewicza 14
  - Kamienica mieszczańska z oficyną przy ul. Małe Garbary 9
- 1996[1]
  - Nie przyznano tytułu „Obiekt Roku”
- 1997[4]
  - Bank Millenium przy ul. Szosa Chełmińska 17
- 1998[5]
  - Biurowiec biurowy przy ul. Wapiennej 10
  - Budynek mieszkalny wielorodzinny przy ul. Legionów 13a
- 1999[6]
  - Nowy Arsenał przy ul. Dominikańskiej 9
  - Kamienica mieszczańska przy ul. Łaziennej 22
- 2000[7]
  - Budynek mieszkalny wielorodzinny przy ul. Bolta 16-16a
  - Biurowiec biurowy przy ul. Chrobrego 151
  - Kamienica mieszczańska, siedziba hotelu „Heban”
  - Dom Towarowy PDT przy Rynku Staromiejskim 36/38
- 2001[8]
  - Budynek mieszkalny wielorodzinny przy ul. Szosa Okrężna 6 d-f
  - Budynek mieszkalny dwurodzinny przy ul. Jodłowej 39/41
  - Budynek mieszkalny wielorodzinny przy ul. Warszawskiej 4
- 2002[9]
  - Budynek handlowo–usługowy przy ul. Polnej 123
  - Budynek mieszkalny wielorodzinny przy ul. Przy Skarpie 68-70G
- 2003–2004[10]
  - Budynek mieszkalny wielorodzinny przy ul. Przy Skarpie 10G
  - Spichlerz Szwedzki przy ul. Mostowej 1
  - Budynek mieszkalny jednorodzinny przy ul. Rudackiej 27
- 2005–2006[11]
  - Teatr Baj Pomorski przy ul. Piernikarskiej 9
  - Budynek mieszkalny wielorodzinny przy ul. Bartkiewiczówny 87
- 2007–2008[12]
  - Budynek mieszkalny wielorodzinny przy ul. Ścieżka Szkolna 6
  - Hotel Bulwar przy ul. Bulwar Filadelfijski 18
- 2009–2010[13]
  - Budynek mieszkalny wielorodzinny przy ul. Szosa Lubicka 6
  - Budynek Muzeum Okręgowego przy ul. św. Jakuba 20a
  - Budynek edukacyjny Wyższej Szkoły Bankowej przy ul. Dekerta 26
- 2011–2012[14]
  - Budynek mieszkalny wielorodzinny przy ul. Podgórnej 68a-72a
  - Centrum Handlowo-Rozrywkowe Toruń Plaza przy ul. Broniewskiego 90
- 2013–2014[15]
  - Zespół budynków mieszkalnych wielorodzinnych przy ul. Winnica 41-43
  - Zespół czterech budynków mieszkalnych przy ul. Powstańców Wielkopolskich 6, 6a, 6b, 6c
  - Remont i adaptacja Budynku Wojewódzkiego Funduszu Ochrony Środowiska i Gospodarki Wodnej przy ul. Fredry 8
- 2015–2016[16]
  - W kategorii „Zespoły i pojedyncze budynki mieszkalne wielorodzinne”: Budynek mieszkalny wielorodzinny przy ul. Rybaki 9 oraz Budynek mieszkalny wielorodzinny przy ul. św. Jakuba 10-12 (wyróżnienie)
  - W kategorii „Obiekty użyteczności publicznej”: Budynek usługowo-biurowy przy ul. gen. Dąbrowskiego 2-2A i inż. arch. Gregorkiewicza 1-1A
  - W kategorii „Obiekty zabytkowe poddane rewaloryzacji i adaptacji”: Remont i adaptacja pomieszczeń dawnej Szkoły Muzycznej na cele mieszkaniowe przy ul. Mickiewicza 28, Budynek gastronomiczno–hotelowy przy ul. Ducha Świętego 14-16 i Kopernika 28-30 (wyróżnienie)
  - W kategorii „Istniejące obiekty poddane modernizacji i adaptacji”: Budynek biurowy z pawilonem handlowym przy ul. Mazowieckiej 72/86 (wyróżnienie)
- 2017–2018[17]
  - W kategorii „Zespoły i pojedyncze budynki mieszkalne wielorodzinne”: Zespół budynków mieszkalnych przy ul. Grasera 7, 11, 13, 15 i Watzenrodego 22, Zespół budynków mieszkalnych przy ul. Poznańskiej 294C (wyróżnienie), Budynek mieszkalny wielorodzinny z usługami przy ul. Kilińskiego 3 (wyróżnienie)
  - W kategorii „Zespoły i pojedyncze budynki jednorodzinne”: Zespół budynków mieszkalnych jednorodzinnych przy ul. Ciechocińskiej 27A, 27B, 27C (wyróżnienie)
  - W kategorii „Obiekty użyteczności publicznej”: Przychodnia lekarska przy ul. Batorego 18-22, Budynek biurowo-usługowy przy ul. Lubickiej 53 (wyróżnienie)
  - W kategorii „Istniejące obiekty poddane modernizacji i adaptacji”: Modernizacja i przebudowa sali audytoryjnej Instytutu Fizyki Uniwersytetu Mikołaja Kopernika, ul. Grudziądzka 5
- 2019–2020[18]
  - W kategorii „Zespoły i pojedyncze budynki mieszkalne wielorodzinne i jednorodzinne”: Budynek mieszkalny wielorodzinny przy ul. Pułaskiego 1, Budynek mieszkalny jednorodzinny przy ul. Romantycznej 11, Zespół budynków mieszkalnych wielorodzinnych przy ul. Szosa Lubicka 13A, 13B (wyróżnienie), Budynek mieszkalny wielorodzinny przy ul. Okólnej 94 (wyróżnienie)
  - W kategorii „Obiekty użyteczności publicznej”: Budynek sportu i rekreacji przy ul. Bażyńskich 9/17, Salon Samochodowy VOLVO (wyróżnienie)
  - W kategorii „Rewaloryzacja i adaptacja obiektów zabytkowych”: Remont, przebudowa i nadbudowa budynku dawnej pralni garnizonowej ze zmianą przeznaczenia na budynek mieszkalny przy ul. św. Jakuba 14, Przebudowa dawnej ujeżdżalni koni na budynek handlowy przy ul. Kościuszki 55 (wyróżnienie)